# Раян Сикрест
Раян Сикрест (на английски: Ryan John Seacrest) е радио и телевизионен водещ и продуцент. Роден е на 24 декември 1974 година в Атланта, Джорджия. Той е постоянен водещ на популярните предавания E! News и на American Idol от самото му начало.
На 16-годишна възраст за първи път става радиоводещ в Атланта. През 1992 година започва да учи журналистика в университета на Джоджия, но го напуска след една година и отива в Холивуд. Там за кратко посещава колежа в Санта Моника, след което започва работа в Лос Анжелес като радиоводещ. През 2002 година, след като започва да води предаването American Idol, той става едно от най-известните лица в национален мащаб.